# Актюбинский округ
Актюбинский округ — административно-территориальная единица Казакской АССР, существовавшая в 1928—1930 годах.
Актюбинский округ был образован 17 января 1928 года из части Актюбинской губернии. Центром округа был назначен город Актюбинск. Округ был разделён на 14 районов:
- Ак-Булакский район. Центр — посёлок при станции Ак-Булак
- Актюбинский район. Центр — культпункт Куагачты
- Аккемирский район. Центр — посёлок при станции Джурун
- Илекский район. Центр — посёлок при станции Яйсан
- Иргизский район. Центр — посёлок Иргиз
- Карабутакский район. Центр — культпункт на урочище Курпе
- Магаджановский район. Центр — посёлок при станции Тамды
- Мартукский район. Центр — посёлок при станции Мартук
- Новороссийский район. Центр — посёлок Новороссийский
- Ново-Алексеевский район. Центр — посёлок Ново-Алексеевский
- Темирский район. Центр — город Темир
- Хобдинский район. Центр — посёлок Ново-Алексеевский
- Челкарский район. Центр — город Челкар
- Чиликский район. Центр — посёлок Чилик

23 июня 1928 Чиликский район был переименован в Чингирлауский район.
10 апреля 1929 в состав Актюбинского округа из упразднённого Адаевского округа были переданы Алты-Карасуйский район с центром в культпункте на урочище Алты-Карасу, Табынский район с центром в урочище Кок-Мечеть и Уильский район с центром в посёлке Уил.
17 декабря 1930 года округ, как и все остальные округа Казакской АССР, был упразднён, его районы укрупнены и переданы в прямое подчинение республиканским властям.